# Igor Michajlovič Těrnov
Igor Michajlovič Těrnov (11. listopadu 1921 – 12. dubna 1996) byl ruský teoretický fyzik, známý díky objevu nových kvantových efektů v pohybu mikroskopických částic jako Dynamický charakter anomálního magnetického momentu elektronu, Jev radiační polarizace elektronů a pozitronů v magnetickém poli, a kvantové fluktuace trajektorie elektronů v urychlovačích částic.

## Život
Igor Těrnov absolvoval Fakultu fyziky na Moskevské státní univerzitě (MSU) v roce 1951 a na této univerzitě strávil i celý zbytek své kariéry. Ternov byl jeden z předních odborníků v teorii synchrotronového záření.
Rozvinul nové pole, teorie kvantových procesů v silných vnějších polích, vznikajících z přesných řešení relativistických vlnových rovnic. Byl předsedou Fyzikální společnosti při Moskevské státní univerzitě, zástupcem rektora univerzity, vedoucím oddělení kvantové teorie a teoretické fyziky na fakultě fyziky.
V roce 1976 obdržel Státní Cenu SSSR za predikci a vývoj jevu radiační polarizace elektronů a pozitronů v magnetickém poli. Igor Ternov byl členem Sovětské komunistické strany, prorektorem a tajemníkem kanceláře Komunistické strany oddělení fyziky na Moskevské státní univerzitě.

## Publikace
Je autorem více než 300 vědeckých prací, 5 monografií a 10 učebnic.
Knihy
1. A. A. Sokolov, I. M. Ternov, Synchrotron Radiation, Elsevier, 1969. ISBN 0-08-012945-5.[2]
2. A. A. Sokolov, I. M. Ternov, Synchrotron Radiation from Relativistic Electrons (edited by C. W. Kilmister), American Inst. of Physics, New York, 1986. ISBN 0-88318-507-5.[2]
3. I. M. Ternov, V. V. Mikhailin, V. R. Khalilov, Synchrotron Radiation and Its Application, Harwood Acad. Publ., Chur, Switzerland, 1968.[2]
4. A. A. Sokolov, I. M. Ternov, and V. Ch. Zhukovskii, Quantum Mechanics, Imported Pubn., 1986. ISBN 0-8285-2967-1.[2]

Články

- Arsenij A. Sokolov and I. M. Ternov (1953). Zh. Eksp. Teor. Fiz. 25: 698. In this work the effect of quantum fluctuations of electron trajectories in accelerators is predicted.
- SOKOLOV, A. A.; I. M. TERNOV. Doklady Akademii Nauk SSSR. 1963, s. 1052–1053. (Russian)
- A. A. Sokolov and I. M. Ternov (1964). "On Polarization and Spin Effects in Synchrotron Radiation Theory". Sov. Phys. Dokl. 8: 1203.